# Sławomir Szmal

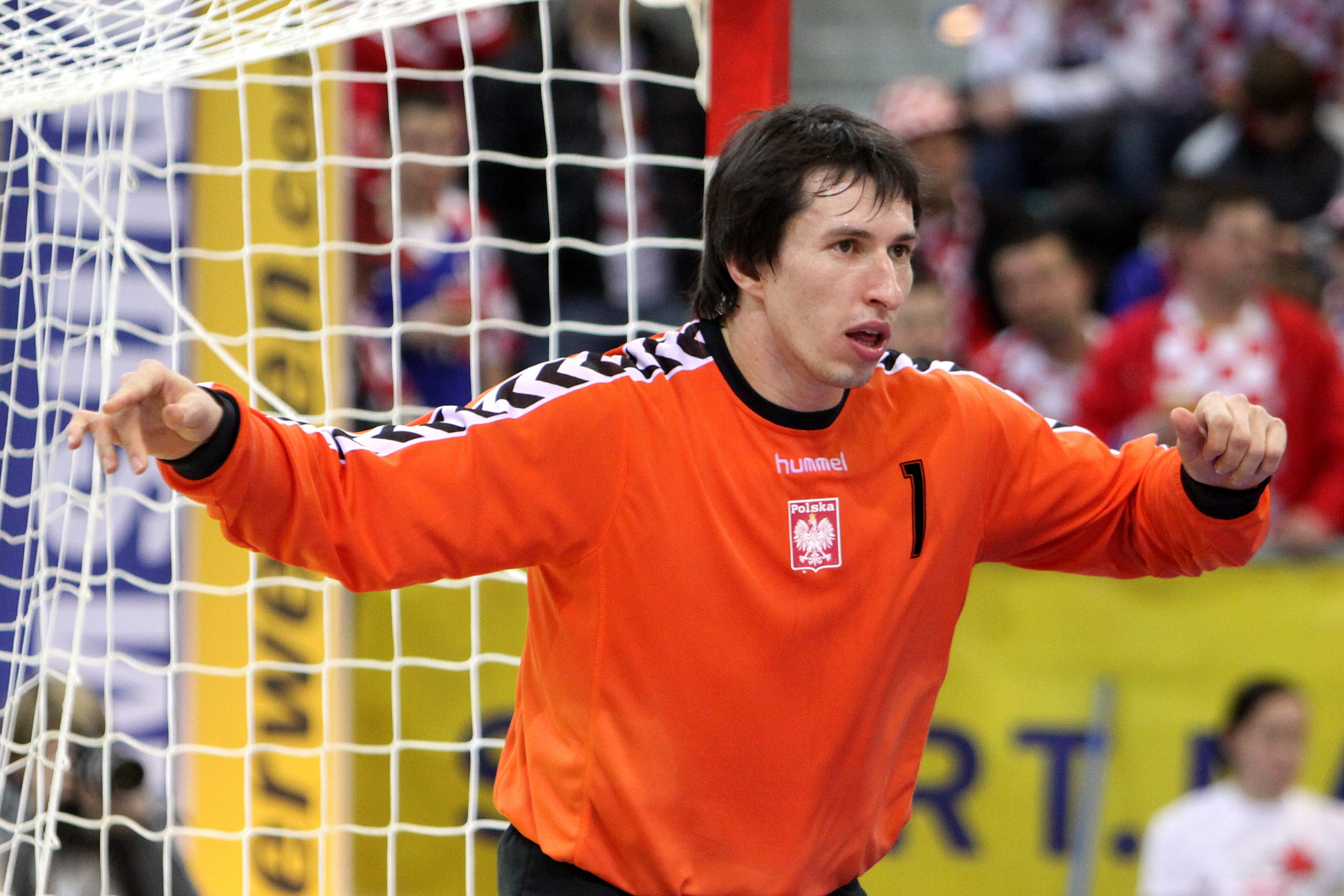
Sławomir Szmal bei der Handball-EM 2010

Sławomir Szmal (* 2. Oktober 1978 in Strzelce Opolskie, Polen) ist ein ehemaliger polnischer Handballtorwart, der zuletzt für den polnischen Erstligisten Vive Targi Kielce spielte. Er war außerdem Torwart der polnischen Handballnationalmannschaft. In 287 Länderspieleinsätzen für Polen erzielte er drei Tore. Nach der Saison 2017/18 beendete er seine Karriere.

Szmal ist verheiratet mit Aneta, die ebenfalls Handball spielte und bei der SG Kronau/Östringen im Tor stand.
Szmal war in der Saison 2019/20 als Torwarttrainer bei KS Kielce beschäftigt. Weiterhin übte er bis Oktober 2021 den Posten als Torwarttrainer bei der polnischen Nationalmannschaft aus.
Szmal wurde am 26. Oktober 2024 zum Präsident des polnischen Handballverbandes gewählt.

## Erfolge
- 4. Platz der Europameisterschaft 2010, All-Star-Team
- Vize-Weltmeister 2007
- Wahl zum Welthandballer des Jahres 2009
- DHB-Pokalfinalist 2006, 2007, 2010
- Polnischer Meister 2012, 2013, 2014, 2015, 2016, 2017, 2018
- Polnischer Pokalsieger 2012, 2013, 2014, 2015, 2016, 2017, 2018
- Sieger der EHF Champions League 2016

## Saisonbilanzen
| Saison    | Verein             | Spielklasse | Spiele | Tore | 7-Meter | Feldtore |
| --------- | ------------------ | ----------- | ------ | ---- | ------- | -------- |
| 2003/2004 | TuS N-Lübbecke     | 2. BL Nord  | 31     | 0    | 0       | 0        |
| 2004/2005 | TuS N-Lübbecke     | Bundesliga  | 13     | 0    | 0       | 0        |
| 2005/2006 | Rhein-Neckar Löwen | Bundesliga  | 29     | 0    | 0       | 0        |
| 2006/2007 | Rhein-Neckar Löwen | Bundesliga  | 33     | 0    | 0       | 0        |
| 2007/2008 | Rhein-Neckar Löwen | Bundesliga  | 30     | 0    | 0       | 0        |
| 2008/2009 | Rhein-Neckar Löwen | Bundesliga  | 30     | 0    | 0       | 0        |
| 2009/2010 | Rhein-Neckar Löwen | Bundesliga  | 32     | 0    | 0       | 0        |
| 2005–2010 | Rhein-Neckar Löwen | gesamt      | 154    | 0    | 0       | 0        |

## Sonstiges
Szmal hat deutsche Großeltern, die aus der Region Oppeln stammen. Sein Onkel Andreas Mientus, der beim TV Hüttenberg spielte, war auch polnischer Nationaltorwart.
Sein Rufname ist „Sławek“. Der Spitzname „Kasa“ ist polnisch und heißt umgangssprachlich Geld, was wiederum mit Szmal, einer anderen umgangssprachlichen Bezeichnung für Geld, zusammenhängt.
Er wurde am 2. Februar 2007 mit dem Goldenen Verdienstkreuz der Republik Polen ausgezeichnet.
Am 26. Mai 2010 wurde er von der IHF zum Welthandballer der Saison 2009 gewählt.